# サバンナ・バナナズ
サバンナ・バナナズ（英: Savannah Bananas）は、アメリカ合衆国ジョージア州サバンナに拠点を置く野球チームである。2016年創設で、主にサバンナ市のグレイソン・スタジアムを拠点とする。2022年までは夏期大学野球チームとしてコースタル・プレイン・リーグ（CPL）西地区のチームの一つとして参加し、3度のプリカップ優勝（2016年、2021年、2022年）を果たした実績を持っていたが、バナナズによって生み出された「バナナボール」と呼ばれる独自のプレー方式が成長を見せて以降は、パーティー・アニマルズ、ファイヤー・ファイターズなどのパートナーチームなどを相手としてエキシビション・マッチを開催する体制に完全に移行している。プレー中にフィールド上でダンスをするなどの奇想天外と評されるプレースタイルはESPNやウォール・ストリート・ジャーナル、CNN10、スポーツ・イラストレイテッドなどのメディアに特集された。

## 沿革
サウス・アトランティック・リーグのサバンナ・サンドグナッツがサウスカロライナ州コロンビアに移転したことを受け、2015年9月22日、コースタル・プレイン・リーグ（CPL）は2016年度より同リーグに加入するチームがサバンナに創設されることを発表した。命名コンテストなどを経て、2016年2月25日、「バナナズ」のチーム名やチームロゴ、チームカラーが正式に球団より発表された。
2016年、バナナズは第1シードとしてシーズンを終え、プレーオフを本拠地で戦うこととなった。第1戦ではアシュボロ・カッパーヘッズを3対2で、第2戦ではフォレストシティ・アウルズを2対0でそれぞれ破り、西地区優勝を果たすと共に、プチカップチャンピオンシップをぺニンスラ・パイロッツと争うことが決まった。チャンピオンシップ第1戦は本拠地のグレイソン・スタジアムで開催され、8対4でパイロッツに勝利した。続く第2戦はバージニア州ハンプトンに移動して開催されたが、3対4で敗れた。優勝が決まる第3戦で、バナナズは9対7でパイロッツを下し、創設初年度でプチカップ優勝を果たした。
2022年度の夏期リーグ終了後、バナナズは大学野球チームとしての活動を終了し、「バナナボール」のプレーのみに専念することを発表した。2022年8月には、バナナズについて特集したESPNの番組「バナナランド」(Bananaland) が配信された。2023年時点で、チーム公式のTikTokアカウントのフォロワー数は600万件超を数え、この数字はどの大リーグ球団のそれよりも多くなっている。
2023年、プロソフトボール選手のジョセリン・アロが女子選手として初めてバナナズの一員として試合に出場し、打席に立った。2024年、バナナズはアロと1か月の選手契約を締結し、チーム初の女子選手として正式に所属することとなった。

## バナナボール・ワールドツアーの沿革

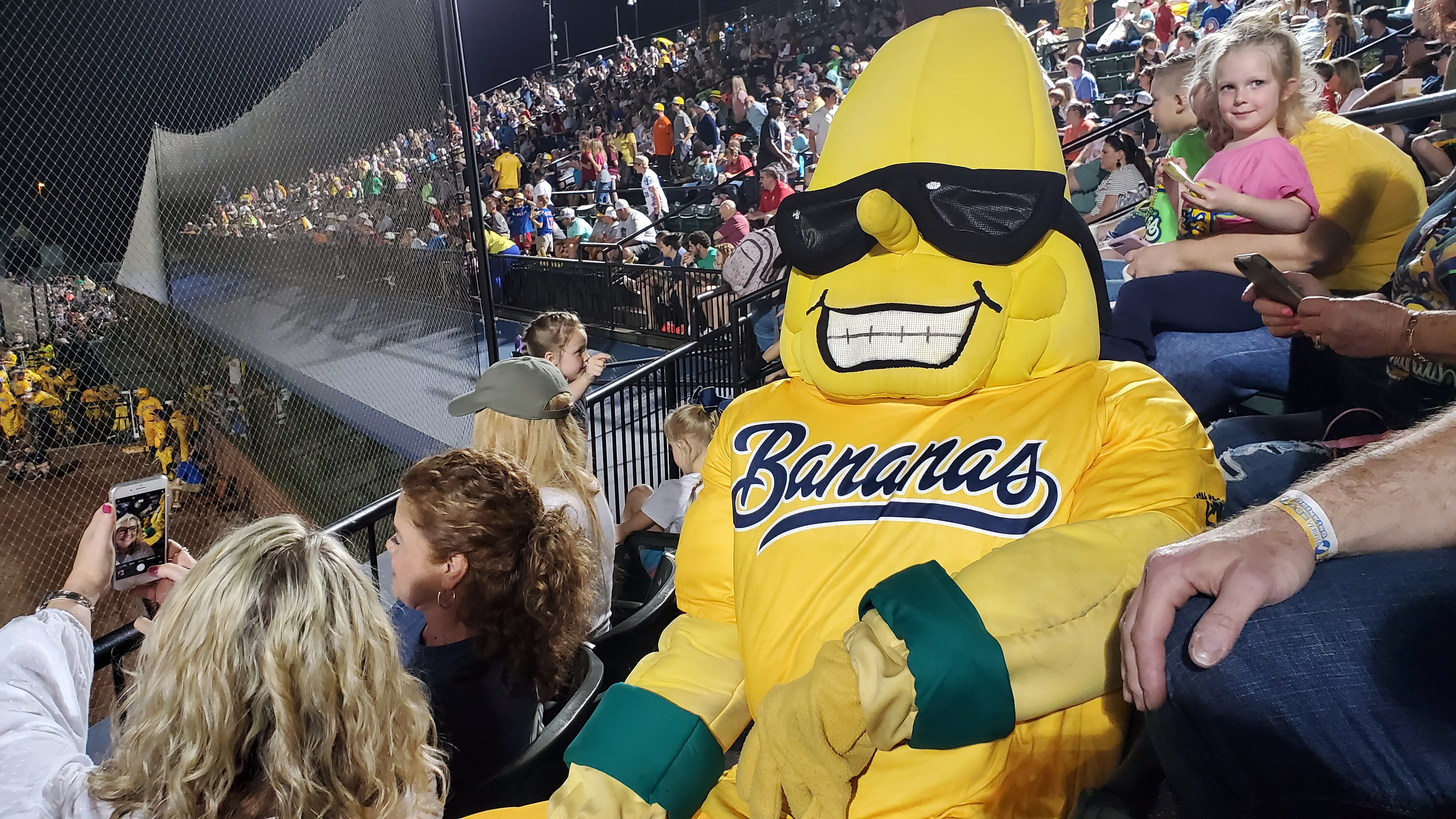
バナナズのマスコットキャラクター「スプリット」(Split) 。

### 2021年
2021年3月、バナナズは「ワンシティ・ワールドツアー」(The One City World Tour) と称して、アラバマ州モービルのハンク・アーロン・スタジアムでエキシビションを2夜にかけて開催し、2日間で7000人の観客動員を果たした。

### 2022年
バナナズは「ワールドツアー」を開催する地域を4州6都市に広げ、計14試合が開催され、観戦チケットはいずれも完売となった。大部分の試合はバートナー・チームであるパーティー・アニマルズとの対戦だった一方、別のチームとも対戦する「チャレンジャー・シリーズ」も行われた。最初のシリーズは5月5日と6日の2日間に渡って開催され、北米独立リーグのアメリカン・アソシエーションに属するカンザスシティ・モナークスと対戦し、結果は1勝1敗だった。

### 2023年
チームがエキシビションの開催のみに専念する体制に移行した2023年には、「ワールドツアー」として80試合以上が開催された。この「ワールドツアー」は同年2月17日のフロリダ州ウェストパームビーチの試合に始まり、ニューヨーク州クーパーズタウンのダブルデイ・フィールドの試合で終わる約7か月間の日程だった。このツアーにおいては、チャールストン・ダーティーバーズやサザンメリーランド・ブルークラブス、フローレンス・ヨールズ、MLB選手OB会などとのチャレンジャー・ゲームや、カンザスシティ・モナークスとの再戦なども組まれていた。更にオーストラリアのプロ・大学混合チームであるオージー・ドロップベアズとも対戦した。ドロップベアズはバナナズが対戦した初の海外チームだった。

### 2024年
2024年の「ワールドツアー」は、2月8日にフロリダ州タンパベイのジョージ・M・スタインブレナー・フィールドで2024年シーズンの幕を開け、MLBの6球場を含む28都市で開催し、8カ月後にマイアミのローンデポ・パークで幕を閉じた。4万人超収容のスタジアムでも満員御礼となり、MLBに所属していない球団としては記録的な人気チームとなった。

### 2025年
2025年の「ワールドツアー」は、MLB18球場に加え、NFLの2スタジアム、カレッジフットボールの1スタジアムを使用する。
2025年3月15日にNFLタンパベイ・バッカニアーズの本拠地となるレイモンド・ジェームス・スタジアムを野球に用い、65000人満員御礼となった。この試合には杉谷拳士選手がゲスト参加し、打席入場時にきつねダンスを披露した。
2025年4月26日にカレッジフットボールのクレムソン大学メモリアルスタジアムでの試合では、すでに81000席を完売している。

## バナナボール
バナナボール（英: Banana Ball）は、サバンナ・バナナズが作り上げた、標準的な野球規則を改変した独自の試合形式である。この試合形式は、2020年6月以降、ほとんどの主催試合やエキシビションで採用されており、2023年のチャレンジ制度の導入など、時間の経過とともに改善が加えられている。「バナナボール」の規則は試合ペースの速さと娯楽性に重点が置かれており、2023年時点の規則は以下の通りである。
1. 勝敗は「得点」ではなく「ポイント」で決する。各得点がポイントとして計上される最終イニングを除き、1イニングごとにより多くの得点をした方のチームに1ポイントが与えられる。
2. 試合には2時間の時間制限がある。試合開始から1時間50分を経過して以降は、新たなイニングを開始することが出来ない。
3. 打者は打席を外すことが出来ない。外した場合、ストライクが自動的にカウントされる。
4. 打者はバントをすることが出来ない。バントをした場合、退場が自動的に宣告される。
5. 打者は打席中のどのタイミングにおいても、一塁への盗塁を試みることが出来る。
6. 投手が4球目のボール球を投じた場合、四球ではなく「スプリント」となり、守備側が投手以外の野手全員に送球するまで、打者は先の塁まで安全に進塁することが出来る。
7. コーチや野手がマウンドに寄ることは出来ない。
8. 観客がファウルボールを捕球した場合、打者はアウトが宣告される。
9. 制限時間を経過しても両チームが同ポイントの場合は、「ショーダウン・タイブレーカー」が行われる。ショーダウン・タイブレーカーのハーフイニングは攻撃側が得点するかアウトになるかすると終了し、勝者が決まるまで順に3つの「ショーダウン・ラウンド」が行われる。第1ラウンドは投手、捕手、そして1人の野手と、1人の打者との対戦、第2ラウンドは投手、捕手と1人の打者との対戦、第3ラウンドは満塁での投手、捕手、1人の野手と、1人の打者との対戦である。第3ラウンドにおいては、各得点が1ポイントと計上される。どのラウンドにおいても、打者が柵越えの本塁打を打った場合、攻撃側チームのサヨナラ勝利となる。
10. 各チームのコーチおよび観客の代表者はフィールド上での審判の判定につきチャレンジをすることが出来る。ただしチャレンジに失敗した場合、以降その試合の中でチャレンジをする権利を失う。
11. ゴールデン・バッター・ルール - 各チームは試合中に一度だけ、ラインナップ中の任意の打者1人を別の打順で打席に立たせることが出来る。

チーム創設者のジェシー・コールは、上記のようなプレー形式が誕生したのは、観客が試合途中なのにも関わらず球場を後にするなど野球に退屈する態度を見せていることを受けて、ファン第一主義に基づくルールを自身で考案しようと試みたのがきっかけであると語っている。試合中には、マウンド上で投手と野手が踊りだしたり、側転しながら投球をしたり、竹馬に乗ってプレーしたりするなどのパフォーマンスがとられる。

## 関連資料
- Healy, Emma (2023年8月18日). “They had dreams of playing in the majors. Now, they're playing for the Bananas.” 2023年8月18日閲覧。